# Hemituerta nana
Hemituerta nana är en fjärilsart som beskrevs av George Francis Hampson 1916. Hemituerta nana ingår i släktet Hemituerta och familjen nattflyn. Inga underarter finns listade i Catalogue of Life.